# Lilla Beddinge församling
Lilla Beddinge församling var en församling i Lunds stift och i Trelleborgs kommun. Församlingen uppgick 2002 i Källstorps församling.

## Administrativ historik
Församlingen har medeltida ursprung.
Församlingen var till 2002 annexförsamling i pastoratet Källstorp och Lilla Beddinge som från 1 maj 1929 även omfattade Östra Klagstorps församling, från 1 maj 1929 till 1962 och från 1974 Äspö församling, från 1962 även Tullstorps församling och från 1974 även Hemmesdynge, Södra Åby, Östra Torps och Lilla Isie församlingar. Församlingen uppgick 2002 i Källstorps församling.

## Kyrkor
- Lilla Beddinge kyrka